# Давид бен Боаз
Давид бен Боаз (іврит: דוד בן בעז, арабська: Абу Саїд Давуд ібн Буаз) - караїмський вчений, який був популярний у Х столітті. Повідомляється, що він був п’ятим за лінією походження від Анана бен Давида, засновника караїзму (він був сином Боаза бен Йосафата, сина Йосафата бен Саула, сина Саула бен Анана, сина Анана бен Девида). Він, таким чином, вважається решем гулати або екзилархом караїмської громади в межах халіфату Аббасидів, що перебувала в опозиції до рабинської спільноти.
Караїмський літописець Аль-Гіті згадує Давида під 383 роком Геґіри (993 р. н.е.) і наводить назви таких трьох творів, написаних ним: коментар до Екклезіаста; коментар до П'ятикнижжя; трактат про основоположні принципи П'ятикнижжя. З цих трьох лише фрагмент другого, що містить Левіт і другу половину Повторення Закону, досі зберігається в рукописі Санкт-Петербурзької бібліотеки. У цьому коментарі, зазначає Гаркаві, Давид часто нападає на Саадію Гаона, якого він ніколи не називає на ім'я, а за допомогою найменування "хадха аль-раджул" (ця людина).
На посаді реш-галути караїмів Давида змінив його син Соломон бен Давид.